# 페솝테릭스
페솝테릭스(학명:Pessopteryx niesseri)는 어룡목 메리아모사우루스과에 속하는 어룡이다. 지금은 멸종된 종으로서 전체적인 몸길이가 4~6m인 거대한 어룡에 속한다.

## 특징
페솝테릭스는 노르웨이 스발바르 지방의 트라이아스기 전기(올레네키안)에서 멸종된 어룡의 속이다. 원래는 칼 위만이 1910년에 이름 붙인 페솝테릭스 니세리, 페솝테릭스 아티카, 페솝테릭스 핑귀스, 페솝테릭스 미노르의 4종을 포함하고 있었다. 페솝테릭스 니세리만이 여전히 유효한 것으로 간주되며 페솝테릭스 아티카와 페솝테릭스 핑귀스는 노미나 두비아로 간주되고 페솝테릭스 미노르는 약한 이스피호도사우루스속으로 재분류되었다. 옴팔로사우루스 니세리, 메리아모사우루스 헐케이, 로툰도프테릭스 헐케이는 모두 니세리의 하위 동의어이다. 페솝테릭스는 이외에도 잘 발달된 꼬리지느러미를 가지고 있으며 양턱에는 총 20~25개의 날카로운 이빨들이 나 있다. 먹이로는 당대에 서식했던 물고기, 두족류, 갑각류를 주로 잡아먹고 살았을 육식성의 어룡으로 추정되는 종이다.

## 생존시기와 서식지와 화석의 발견
페솝테릭스가 생존했었던 시기는 중생대의 트라이아스기 초기로서 지금으로부터 2억 4500만년전~2억 2000만년전에 생존했었던 종이다. 생존했었던 시기에는 유럽을 중심으로 하는 대서양과 지중해에서 주로 서식했었던 어룡이다. 화석의 발견은 1910년에 노르웨이의 트라이아스기에 형성된 지층에서 유럽의 고생물학자들에 의하여 처음으로 화석이 발견되어 새롭게 명명된 종이다.

## 같이 보기
- 파충류
- 중생대
- 트라이아스기
- 어룡
- 화석